# 上矢作町立上小学校
上矢作町立上小学校（かみやはぎちょうりつ　かみしょうがっこう）は、かつて岐阜県恵那郡上矢作町（現・恵那市）に存在した公立小学校。

## 概要
- 旧・恵那郡上村（現・恵那市上矢作町）の小学校であった。1994年に下原田小学校と統合し、上矢作小学校の新設により廃校。
- 校地は現在の上矢作小学校と同じである。現在の上矢作小学校は旧・上小学校の校舎を取り壊し、校舎を新たに新築したものである。

## 沿革
- 1873年（明治6年） - 本郷に文林学校、中越に中越学校が開校。
- 1875年（明治8年） - 文林学校が上村学校に改称する。木ノ実分教場、達原分教場を設置。
- 1889年（明治22年） - 上村学校と中越学校が合併し、上村尋常高等学校となる。現在の上矢作小学校の場所に新築移転する。
- 1941年（昭和16年）4月1日 - 上村国民学校に改称する。
- 1947年（昭和22年）4月1日 - 上村立上小学校に改称する。上村立上中学校との併設校。
- 1952年（昭和27年）4月1日 - 上中学校[注釈 2]が独立し、上小学校の単独校となる。
- 1955年（昭和30年） - 木ノ実分校を廃止。
- 1956年（昭和31年）9月30日 - 上村と下原田村が合併し町制施行、上矢作町が発足。同時に上矢作町立上小学校に改称する。
- 1965年（昭和40年） - 達原分校を廃止。
- 1994年（平成6年）3月31日 - 統合により廃校。